# История Крита

Карта археологических памятников Крита

## Доисторическая эпоха
Отпечатки 29 следов ног из Трахилоса (Trachilos) возрастом 5,7 млн лет принадлежат раннему гоминиду, несколько более примитивному, чем те гоминиды, что оставили следы в танзанийском Лаэтоли (Laetoli) ок. 3,6 млн л. н. В отличие от ардипитека, у этих следов, как и у человека, большой палец прижат, а не отставлен в сторону, как у шимпанзе. Возможно, следы принадлежат грекопитеку. Стопа была короче, чем у австралопитека. По уточнённым данным, возраст следов составляет 6,05 млн лет назад.
Найденные на Крите ашельские орудия древнего человека позволяют сделать предположение, что более 130 тыс. лет назад остров заселяли неандертальцы.
При раскопках на юге Крита (Этокремнос) было обнаружено поселение возрастом 11 — 13 тысяч лет. Около 7 тыс. лет до н. э. были созданы первые поселения, жители которых занимались сельским хозяйством и разведением скота. Жили эти поселенцы в каменных домах, реже в пещерах. В пещерах Илифииас (Ειλειθυίας), Стравомити (Στραβομύτη), Эллиноспилио (Ελληνοσπήλαιο) были найдены оружие, инструменты, гончарные изделия, ножи из камня и кости, а также религиозные предметы, посвящённые богине плодородия.

## Додворцовый период (2600—2100 годы до н. э.)
Около 3000 г. до н. э. на остров проникают носители культуры, родственной западноанатолийским. Этот период отмечен появлением характерных лощёных сосудов с носиком, а также бурным развитием местных технологий (в частности, металлургии).
Вместе с широким распространением меди растёт и население Крита. В 2000 году до н. э. начинаются первые коммерческие контакты с соседними регионами: Кикладами, Малой Азией и Египтом. Критские изделия начинают распространяться по всему Средиземноморью. В то же время, вплоть до микенского периода контакты с материковой Грецией минимальны. Воспользовавшись ключевым географическим положением, критяне заложили основу для будущей Минойской цивилизации.
Первые городские центры Крита сформировались ко второму тысячелетию до нашей эры вокруг дворцов местных архонтов (царей), расположенных в центре сельских общин, процветавших благодаря прибыльному сельскому хозяйству. Подобного рода социальные организации существовали в течение 600—700 лет, во времена Минойской цивилизации. Благодаря бурному развитию сельского хозяйства Крит становится одним из самых богатых регионов Средиземноморья.

## Дворцовый период и минойская цивилизация
К началу II тыс. до н. э. на острове Крит сложилось четыре местных царства с центрами в городах Кноссе, Фесте, Малии и Като Закро. Примерно в середине XVIII до н. э. Крит был объединён под верховенством кносских владетелей, а правители остальных царств, вероятно, стали их вассалами. История этого периода почти не известна.
Этническая принадлежность древнейшего населения Крита не установлена, но предполагается, что местное население изначально говорило на языке, не относившемся к индоевропейским (этеокритский язык).
Начиная с 1900 года до н. э. на Крите начинается строительство первых дворцов, что стало следствием наивысшего из экономических расцветов, которые знал остров. Согласно археологическим раскопкам, к этой эпохе относятся дворцы в Кноссе, Фесте, Малье и Като-Закросе. Важнейшей находкой древнедворцового периода является Фестский диск (1700—1600 до н. э.). Концом этого периода принято считать мощное Минойское извержение на о. Санторин, которое вызвало разрушение крупнейших дворцов.
Сильные волны стёрли с лица земли прибрежные города, разрушили флот, изолировав его от внешнего мира, пепел закрыл солнце, вызвал похолодание и уничтожение сельского хозяйства. В результате разразился страшный голод, приведший к разрушению социальной структуры и привычного уклада жизни.
Долгое время среди исследователей Крита господствовала теория, автором которой был греческий археолог С. Маринатос. Согласно этой теории, извержение на острове Санторин положило конец догреческой минойской цивилизации, ослабило остров и стало одной из главных причин его захвата греками. Современные исследования, однако, датируют извержение не ранее 1600 г.до н.э., то есть почти за 200 лет до греческого вторжения. После извержения Крит успел пережить новый экономический подъём.
При реконструкции дворцов было выяснено о существовании Новодворцовой (греч. Νεοανακτορική) эры — периода наивысшего расцвета Минойской цивилизации, центром которой был, без сомнения Кносс, расположенный в 10 км к югу от Ираклиона. Кноссу абсолютно не угрожали вторжения, внешние или внутренние, так как при раскопках не были обнаружены какие-либо оборонительные сооружения. Дворцы в Фесте, Малье, Като-Закросе и других местах были местными административными центрами и контролировали торговлю Кносса с Кипром, греческим материком и другими торговыми партнерами. Археологические находки показывают многие аспекты жизни того времени (от торговли до повседневного быта), которые меняются от города к городу. Главным занятием критян было судоходство и торговля, а также сельское хозяйство, животноводство и производство текстиля и керамики. Известно, что морские течения вдоль побережья Малой Азии, мимо Родоса, гнали корабли с Востока на Запад. Это направление течений и сопутствующих им ветров указывало на стартовую площадку международной торговли, направленной главным образом в сторону Крита. Она была главным узлом сухопутных дорог Передней Азии, расположенным в Сирии, в том числе с выходом к Угариту (совр. Рас-эш-Шамра). Основная часть коммерческих внешнеторговых перевозок осуществлялась через порты Айа-Триады, Мальи и Феста. Продукты питания по территории острова перевозились с помощью хорошо организованной сети дорог, существовавшей на острове в то время. Крит не имел централизованного правительства. Египетские источники, весьма щепетильные к титулатуре правителей, с которыми Египет поддерживал контакты, о Крите говорят лишь «народ Кефтиу».

## Ахейцы
Проникновение на остров греков и пеласгов привело к возникновению гибридной микенской цивилизации, в которой минойские элементы сочетались с элементами материковой культуры. Греческие предания связывают это проникновение с именем легендарного царя Миноса. Тот факт, что минойская (то есть догреческая) цивилизация была названа в честь Миноса, является историческим курьёзом: первооткрыватель минойской цивилизации А. Эванс отрицал роль греков в крито-микенской культуре.
В микенской культуре минойские достижения проникают в материковую Грецию, где они до того были совершенно неизвестны. Кносс постепенно уступил свою ключевую роль материковому городу Микены.
Различные источники указывают на то, что в 1200 до н. э. Крит имел сильный флот и совершал пиратские набеги на Восточное Средиземноморье. Также критяне участвовали в Троянской войне.

## Дорийцы
В X веке до н. э. на Крит прибыли дорийцы, поселившиеся в крупнейших городах острова (Кносс, Фест, Гортина, Кидония и т. д.). Новые жители привезли с собой технологию выплавки железа, которое использовали не только для изготовления оружия, но и для производства строительных инструментов и декоративных изделий. Также дорийцы принесли новые традиции (сжигание мёртвых — кремацию — и т. д.). В это же время коренные жители Крита уходят в труднодоступные центральные и восточные районы острова.
При распространении дорийцев на Крите стало доминировать олигархическое правительство по образцу Спарты. Образовалось более 100 городов-государств, крупнейшими из которых были Фест, Кносс, Иерапефа, Гортина и т. д., а всё общество было разделено на 4 группы: дорийцы, периэки, миноиты и афамиоты (или клароты). Последние две группы были рабами без политических прав, из чего можно сделать вывод о сходстве критского общества со спартанским. Вообще, интеллектуальные и религиозные связи между дорийским Критом и дорийской Спартой были, судя по всему, достаточно прочными, о чём говорит деятельность таких критских прорицателей, жрецов и целителей, как Эпименид и Фалет.
В конце III века до н. э. Крит попыталась захватить Македония.

## Римский период (67 год до н. э. — 395 год н. э.)
Крит был завоёван римлянами в ходе Третьей Митридатовой войны, в которой поддерживал Понтийское царство.
В 73 году до н. э. на Крит приезжает в качестве наместника римлян Марк Антоний Кретик, однако его пропреторство заканчивается плачевно — в 71 году до н. э. критяне наносят поражение его флоту возле Кидонии и берут его самого в плен.
Вместе с оккупацией острова Квинтом Цецилием Метеллом в 67 году до н. э. начинается длительный период мира и процветания, в течение которого были вновь отстроены такие города как Кидония, Кносс, Фест, а также административный центр острова — Гортина. Гортина была единственным городом, уцелевшим от множества вторжений. Присутствие римлян существенно не затрагивало повседневную жизнь критян, которые сумели сохранить свой язык, традиции и культуру. Римляне построили множество архитектурных памятников, которые сохранились до сегодняшнего дня. В 58 году на Крите впервые узнали о христианстве (через апостола Павла).

## Первый византийский период (395—824 годы)
В результате разделения Римской империи на Восточную и Западную остров постепенно переходит под юрисдикцию Византии. Начинается распространение христианства, строится много церквей. В частности, к этому периоду относятся жизнь святого Андрея Критского и архиепископство в Гортине Андрея Иерусалимского.
Долгое время, в том числе на протяжении всего Средневековья, на острове, который не затронули нашествия германцев и славян, сохраняются античные порядки, в том числе и рабовладение. Сирийский смешанный хроникон (VIII век) сообщает, что в 623 году славяне напали на Крит.
После начала арабских завоеваний (VII век) усиливаются морские атаки мусульман на остров, учащаются случаи блокады его населённых пунктов.

## Арабское владычество (824—961 гг.)
В 826 году группа мусульман из Иберии захватывает остров и превращает его в мусульманский эмират, хотя большинство населения продолжает придерживаться православия.
Ираклион переименовывают в Рабд-эль-Кандак, и он становится центром пиратства и работорговли.

## Второй византийский период (961—1204 годы)
Рейды критских мусульман на подконтрольные Византии территории, которые, по свидетельству греков, превратили в пустыню морское побережье и большую часть островов, заставляют византийских императоров предпринимать попытки вернуть остров под свой контроль.
Константин VII Багрянородный отправляет на Крит флот триер, снабжённых греческим огнём, под предводительством патрикия Константина Гонгила, но войска оказываются полностью разбиты и уничтожены по причине неопытности и трусости командующего.
В 960—961 годах будущий император Никифор II Фока по приказу императора Романа собирает флот дромонов, сажает на них византийские войска из Азии и отвоёвывает Крит. Подробное описание этой кампании, в ходе которой применялись и пехота, и конница, и тяжёлые осадные орудия, занимает Книгу Первую и половину Книги Второй труда «История» византийского историка Льва Диакона.
Во времена Алексея I Комнина на острове начинается восстание. Его подавляет византийский флот, которым командует Иоанн Дука, занимающий в этот момент должность главнокомандующего флотом — великого дуки.
Византия удерживает остров вплоть до 1204 года, когда крестоносцы захватывают Константинополь.

## Венецианский период (1204—1669 годы)
Господство Византии на Крите подходит к концу вместе с падением Константинополя в 1204 году. Сначала Крит был завоеван Генуей, которая после войны в 1210 году передала остров Венеции. В Ханье, Ретимноне и Ираклионе венецианцами было построено множество сооружений, сохранившихся до сегодняшнего дня. Столицей острова был назначен Ираклион. В период венецианского господства Крит пережил настоящий культурный расцвет: были созданы крупнейшие архитектурные памятники и литературные произведения, важные для развивающейся греческой культуры.
Венецианская республика включает остров в состав своей талассократической республики вместе с другими греческими островами (Эвбея, Кипр, более мелкие острова Эгейского моря). Во время венецианского владычества Крит был по-прежнему населён преимущественно православными греками. Кроме них, на острове присутствовали небольшие общины евреев, армян и, после 1204 года, католиков (в основном итальянцев и греков-униатов).
Венецианцы полностью отстранили пассивное и инертное греческое население от участия в политической жизни страны. Тем не менее, их политика планомерного вытеснения православных канонов католическими и полное упразднение местного православного духовенства раздражала местное население. Вражда православных к католикам доходила до того, что местные греки открыто сотрудничали с турками, которые предоставляли большую автономию православной церкви на землях, отнятых у Византийской империи.
В 1453 году после завоевания Константинополя Османской империей многие учёные и художники бегут оттуда на Крит.
Постепенный захват турками всех греческих земель приводит к воцарению атмосферы неминуемого падения Крита в греческой общине города. Большинство греков подсознательно готовило себя к новой жизни в мусульманском государстве, учитывая уже имеющийся опыт Крита в составе мусульманского эмирата.

## Под управлением Османской империи (1669—1898 годы)
В ходе Критской войны в августе 1645 года турки захватили Ханью и Ретимнон. В 1648 году Османская империя оккупирует практически весь остров, за исключением крепости Кандия (современный Ираклион), которую венецианцы удерживали до 1669 (см. Осада Кандии). Несколько мелких прибрежных островов управлялись ими до 1715 года. В ходе османской оккупации значительная часть населения (до половины) массово принимает ислам. Многие критские мусульмане при этом сохраняют греческий язык, христианские обычаи и пережитки, получает распространение криптохристианство.
Во времена Османской империи христиане подвергались гонениям. Ориентировочно в 1821 году на Крите проживало поровну мусульман и христиан. Критское восстание 1866—1869 годов окончилось безрезультатно.
Пожар 1897 года в христианском квартале Ханьи спровоцировал новое восстание в Акротири, в ходе которого критяне выдвинули жёсткое требование о присоединении к Греции. 21 января 1897 г. греческая армия высадила десант на Крите, для того чтобы освободить остров от турок и объединить его с Грецией. Месяц спустя европейские державы вмешались в конфликт и объявили остров Крит международным протекторатом. Давление со стороны европейских государств и неудачи на фронте заставили греков прекратить боевые действия. В марте 1897 года на Крите была объявлена автономия под «покровительством Европы», а 5 апреля 1897 года на остров высадились 3 тысячи солдат и офицеров, которых направили шесть стран: Австро-Венгрия, Великобритания, Германия, Италия, Россия и Франция.

## «Автономия» Крита (1898—1913 гг.)
В середине 1898 года Османская империя сделала последнюю попытку утвердить за собой остров. В июле в Кандию прибыл Джевад-паша, назначенный сначала генерал-губернатором, но вскоре смещённый на более скромный пост командующего турецких войск на Крите. Неоднократные столкновения Джевад-паши с Советом адмиралов европейских держав заставили османского султана в октябре 1898 года отозвать его. В начале сентября 1898 года в Кандии турецкие фанатики начали резню местных греков. Британский патруль, преградивший путь погромщикам и защищавший христиан, потерял одного офицера и тринадцать солдат убитыми и вдвое больше ранеными. Кроме того, был убит британский вице-консул и несколько сотен христиан. Беспорядки удалось прекратить лишь угрозой бомбардировки Кандии. После этого европейские державы предложили Османской империи вывести с Крита свои войска. Была создана критская автономия под названием «Критское государство», которое находилось под управлением греческого принца Георга.
В 1899 году последние османские части покинули Крит. Вместе с ними уехала и значительная часть мусульман острова. В 1900 году принц Георг представил державам, контролировавшим Крит, меморандум об объединении острова с Грецией. Однако меморандум был отклонён правительствами великих держав. В ответ на Крите начались массовые выступления населения за воссоединение с Грецией. Палата депутатов Крита присягнула на верность королю Георгу I и постановила заменить поднятый повсюду критский флаг на греческий. Совет адмиралов потребовал спустить греческий флаг и попросил правительства своих стран выслать дополнительные корабли к острову. В сентябре 1906 года Совет адмиралов вынудил принца Георга оставить пост верховного комиссара. Его заменил Александрос Заимис — бывший премьер-министр Греции. Международные силы были выведены с Крита.
Возникло движение «Энозис» за присоединение к Греции. Крит присоединился к Греции после второй Балканской войны, в конце 1913 года. По примерным оценкам, 90% населения острова тогда составляли греки.

## Греческий Крит (с 1913 года)
В 1922 году тысячи критян турецкого происхождения покинули остров, а греческие беженцы из Малой Азии приехали на Крит.

### Вторая мировая война
С нападением Италии на Грецию Великобритания была вынуждена выполнить свои обязательства, обусловленные гарантиями, данными Греции в апреле 1939. По просьбе греческого правительства в Грецию всё же (после некоторых колебаний) были направлены 4 эскадрильи самолётов, а 1—4 ноября 1940 года британские части высадились на Крите, имевшем важное стратегическое значение на Средиземном море. Нацистская Германия поддержала фашистскую Италию. В результате наступления немецких войск и последовавшей капитуляции греческих вооружённых сил король Георг II и правительство страны покинули Афины и улетели на Крит. Английский экспедиционный корпус, уничтожив тяжёлое вооружение и средства транспорта, также был вынужден эвакуироваться (более 50 тыс. из 62 тыс. человек) туда морем.
К 1941 году на Крите находилось примерно 27 тысяч солдат стран Британского содружества, эвакуированных из материковой Греции, и две потрёпанные греческие дивизии. Местный гарнизон состоял из трёх пехотных батальонов. Вокруг острова в ожидании немецкого морского десанта барражировали четыре отряда британских боевых кораблей в составе четырёх линкоров, девяти крейсеров и более двадцати эсминцев. Однако в конце мая 1941 года Крит был захвачен в результате десантной операции немецкими войсками (операция «Меркурий»). Ко 2 июня остров был полностью оккупирован.
На Крите с первых дней оккупации сражались партизанские отряды генерала Мандакаса.
В мае 1945 года остров при помощи Великобритании был полностью освобождён от немецкой оккупации.

## После Второй мировой
В 1984 году Крит принял третью пленарную сессию Смешанной международной комиссии по богословскому диалогу, её темой стало обсуждение вопроса «Вера, причастие и единство церкви».